# 多容安
多容安（？—？），清朝政治人物。
道光十一年九月十六，由浙江盐运使升任廣西按察使。道光十二年十二月二十七（1833年2月16日），召京。